# Pico Brás de Aguiar
Pico Braz de Aguiar é uma montanha no Brasil, está localizada no município de Santa Isabel do Rio Negro no estado do Amazonas, na parte noroeste do país na serra do curupira, a altura do pico é de 1 733 metros, o terreno em torno do Pico Comandante Braz de Aguiar é quase desabitado, na área em seu entorno é composta pela vegetação típica da selva amazônica e o clima prevalecente é tropical equatorial. Sua localização perto da fronteira do Brasil com a Venezuela o torna um dos pontos demarcadores da linha imaginaria nos dois países, sua descoberta foi em conjunto com a expedição do exército na década de sessenta, em que foi catalogado o pico da Neblina. Seu nome é em homenagem ao comandante do inicio do século XX, responsável pela expedição topográfica para o estabelecimento dos limites internacionais do Brasil na região amazônica.